# هاري يونت
هاري يونت (بالإنجليزية: Harry Yount) هو جندي أمريكي، ولد في 18 مارس 1839 في مقاطعة واشنطن في الولايات المتحدة، وتوفي في 16 مايو 1924 في ويتلاند في الولايات المتحدة.